# Katynmassakern

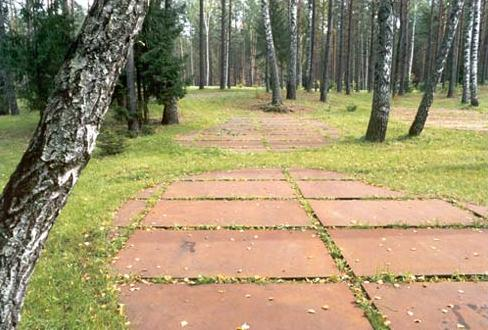
Massgravar i Katyn.

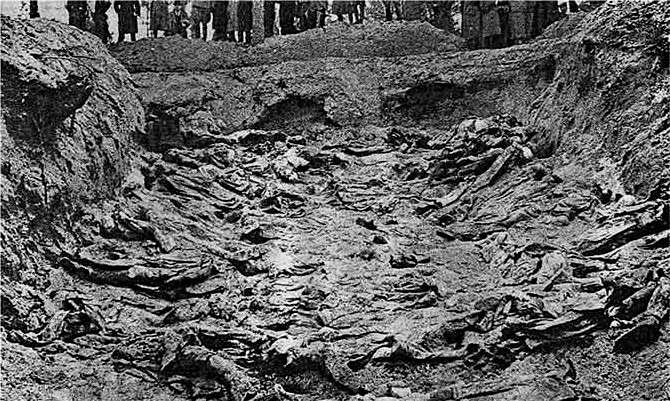
En av massgravarna i Katyn.

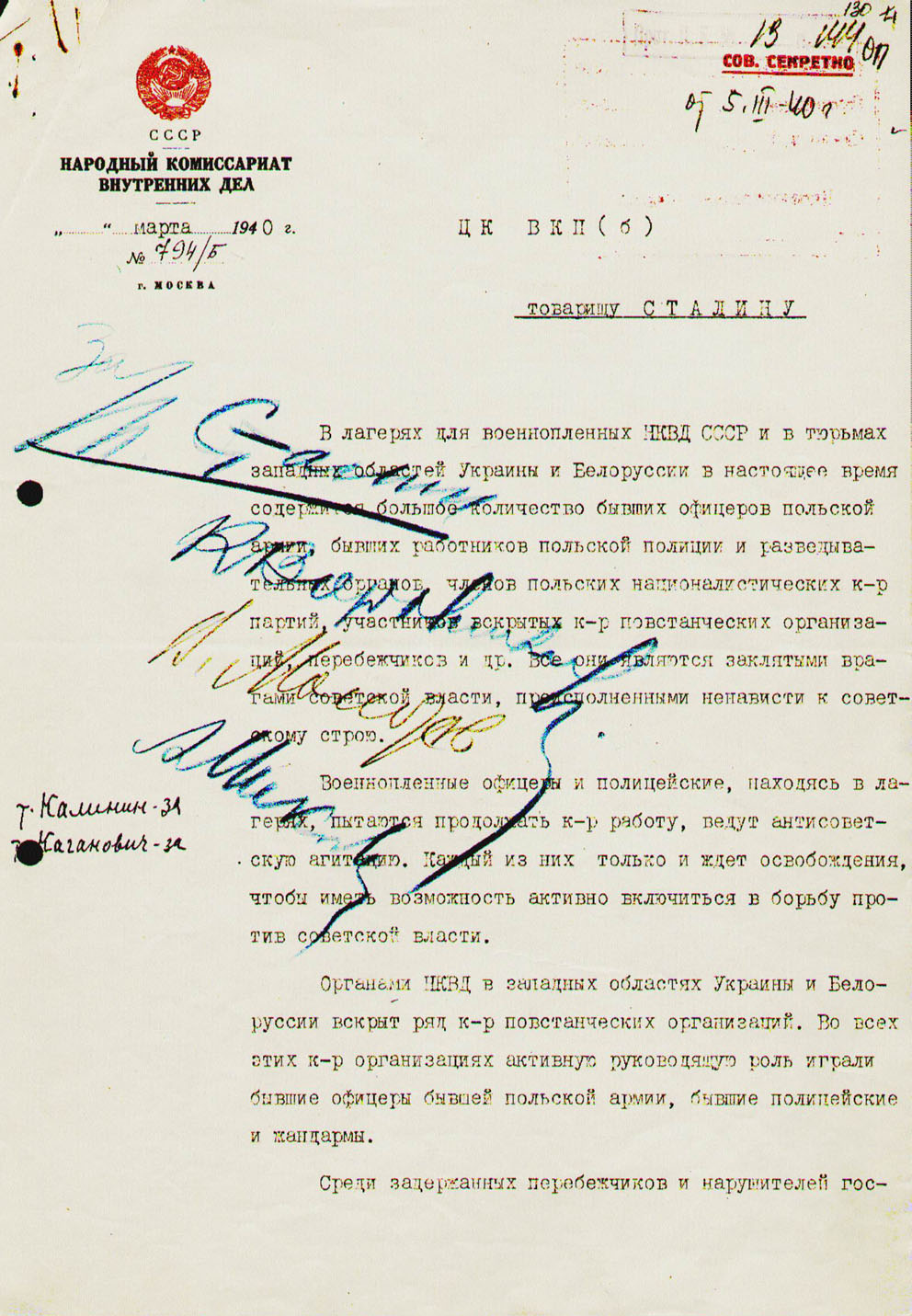
Meddelande från Lavrentij Berija till Josef Stalin i vilket han föreslår avrättning av polska officerare.

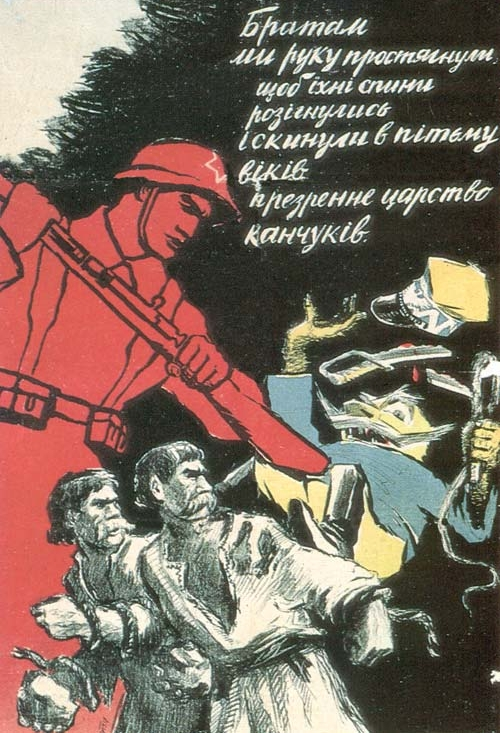
Sovjetisk propagandaffisch i vilken man menar att för att befria bönderna måste man göra sig av med polska generaler och jordägare.

Katynmassakern, eller skogsmassakern i Katyn (polska: zbrodnia katyńska, mord katyński), var en kriminell sovjetisk massavrättning av polacker i skogsområdet Katyn väster om staden Smolensk i Ryssland under andra världskriget.
Namnet syftar på den massaker på 4 421 polska officerare från ett fångläger i Kozielsk som utfördes på order av den sovjetiska säkerhetstjänsten NKVD våren 1940, men numera även mera allmänt på morden på totalt 21 857 polska medborgare från flera olika fångläger och fängelser i Vitryssland och västra Ukraina utförda på order av Stalin; 4 421 i Katyn, 3 820 i Charkiv, 6 311 i Kalinin (nuvarande Tver) samt 7 305 avrättade i fängelserna i västra Ukraina och västra Belarus.

## Händelseförlopp
Redan under de första månaderna av den sovjetiska ockupationen av östra Polen deporterades ett stort antal polacker till Gulag. Det exakta antalet är okänt, men siffrorna varierar mellan 350 000 och 1,8 miljoner. Den förstnämnda siffran är från det sovjetiska inrikesministeriet, som inte räknade in cirka 180 000 krigsfångar och den sistnämnda är en uppskattning från den brittiske historikern Norman Davies. De flesta moderna historiker, till exempel Rummel och T. Kushner, uppskattar antalet deporterade under perioden 1939–1941 till någonstans mellan 800 000 och 1,5 miljoner.
Många polacker hade blivit krigsfångar efter att Polen hade besegrats av tyska och sovjetiska trupper i september 1939. Särskilt lägren i Kozielsk och Starobelsk användes för att internera polska officerare. Eftersom polska regler för mönstring krävde att alla män med universitetsutbildning även blev reservofficerare, innebar detta att en betydande del av den polska intelligentian, många av dem judar, internerades i sådana läger. I och med den nazityska expansionen år 1941 kom fångarna att flyttas allt längre österut in i Belarus, Ukraina och Ryssland.
Den 5 mars 1940, enligt en skrivelse från NKVD-chefen Berija till Stalin, undertecknade sovjetiska politbyrån en order om avrättning av "nationalistiska och kontrarevolutionära" aktivister som hölls i läger och fängelser i de ockuperade delarna av Belarus och Ukraina. Detta ledde till mordet på sammanlagt 21 857 polacker, varav 14 700 tillfångatagna officerare. Platserna för avrättningarna var minst 6 till antalet. Dessa var Minsk, Katyn, Mednoje, Kiev, Charkiv samt Cherson. Det fanns kanske 2 avrättningsplatser till, 1 i Smolensk samt 1 i Kurapaty. Den breda definitionen i brottsanklagelsen gjorde att en stor del av polska intelligentian, polisväsendet och officerskåren kom att omfattas av denna massaker.
Den polska armén, som höll på att bildas i Sovjetunionen 1941–1942 (se Władysław Anders) samt den polska exilregeringen sökte förgäves efter 8 000 officerare som man med säkerhet visste fanns i sovjetiska fängelser. Stalin och NKVD kunde inte ge svar på vad som hände dem (Stalins berömda svar var "de flydde nog till Manchuriet").

## Upptäckten
Massgravar i Katyn med kvarlevor efter 4 421 polska officerare upptäcktes av retirerande tyska ockupationstrupper i april 1943. Tyskarnas tolkning var att officerarna avrättats av sovjetiska säkerhetstrupper före tyskarnas ankomst, medan Sovjet hävdade att det istället var ett dåd av nazistiska trupper utfört under sommaren och hösten 1941. Tyskarna kallade till platsen flera patologer och deras assistenter från Belgien, Bulgarien, Danmark, Finland, Frankrike, Italien, Kroatien, Nederländerna, Rumänien, Sverige, Slovakien och Ungern för att undersöka de redan då tre år gamla begravda kropparna. Tyskarna var så ivriga på att utnyttja detta fynd, att man t.o.m. tog massor av allierade fångar till platsen som vittnen till upptäckten man gjort. Den polske överbefälhavaren Władysław Sikorski bad att även Internationella Röda Korset skulle undersöka fallet. Från brittiskt och amerikanskt håll anklagade man dock Tyskland och beskyllde polackerna för att försöka skapa osämja mellan de allierade. Tyskarnas offentliggörande av fyndet framkallade en schism i de diplomatiska relationerna mellan Sovjetunionen och de allierade och den polska exilregeringen i London. Till följd av affären bröt Sovjetunionen sina diplomatiska förbindelser med den polska exilregeringen.
De avrättade begravdes i åtta stora massgravar, den största innehållande tolv lager av kroppar placerade med industriell precision "som sardiner i en konservburk". Avrättningarna i Katyn pågick under fem veckor. Tolv rättsmedicinare från tyskockuperade eller med Tyskland allierade länder undersökte några av liken och skrev en rapport om att offren dödats under år 1940, alltså före tyskarnas ockupation av området.
NKVD satte, med ledning av brev adresserade till de avrättade fångarna, ihop listor över de avrättades familjer. Många av dem ovetande om händelsen blev strax tillfångatagna och deporterade.
Den sovjetiska versionen kom i samband med krigsslutet att fastslås av en officiell utredningskommission, även om stöd för den tyska versionen fanns i Västeuropa och USA. Vid Nürnbergprocessen 1945–1946 framförde Sovjetunionen anklagelser för massakern i Katynskogen mot Wehrmacht, men domstolen fann inte bevisningen hållbar.
Sovjet förnekade länge anklagelserna och först i samband med Gorbatjovs makttillträde 1985 kom en ny utredning av händelserna till stånd. En polsk-sovjetisk kommission tillsattes 1987 och året därpå framlades de första tvivlen på sanningshalten i den sovjetiska versionen. Under 1989 och 1990 publicerades både i Polen och Sovjetunionen bevis för att den sovjetiska säkerhetstjänsten NKVD var ansvarig för massakern och den efterföljande mörkläggningen av händelserna.
Trots polska påtryckningar har Ryssland inte gått med på att benämna Katynmassakern som folkmord, vilket Polen kräver. Frågan har påverkat de nya polsk-ryska relationerna genom det mångåriga förnekandet från sovjetregimen, och att ämnet varit tabu i Polen under kommunisttiden hos vissa men absolut inte hos alla.
Uppskattat antal avrättade polska krigsfångar:
- Katyn: 4 421
- Charkiv, Djerzynski-platsen 3, NKVD-högkvarteret: 3 820 (enligt KGB)
- Kalinin, Sovjetgatan 5, NKVD-högkvarteret: 6 311 (enligt KGB)
- Västra Ukraina och västra Belarus: 7 305 (enligt KGB)

Den sista siffran delas upp som följer:
- Kijev (Twer), Korolienko-gatan 17: 3 435 (enligt KGB) eller 4 181 enligt annan uppgift
- Minsk, Leningatan 11: 3 870 (enligt KGB) eller 4 465 enligt annan uppgift

Den 17 september 2007 hade filmen "Katyn" av regissören Andrzej Wajda polsk premiär på teatern i Warszawa. Filmen har tagits emot väl i Polen; den visades utom tävlan i Berlin och Oscars-nominerades i kategorin bästa utländska film. Filmens inledningsscen visar hur den polska civilbefolkningen flyr österut; ingen vet att Hitler och Stalin gjort upp om att sinsemellan dela upp Polen. Från öster kommer Röda armén och tar de polska officerarna till fånga. Stalin och Hitler hade samma strategi: den polska intelligentian skulle förgöras. De flesta officerare var reservister som till vardags var läkare, ingenjörer och lärare.
Den 10 april 2010 skulle Polens president Lech Kaczyński besöka Katyn för att hedra de massavrättade polska officerarna. Regeringsflyget kraschade dock vid inflygning mot flygplatsen Severny i Smolensk och alla 96 ombord omkom. Utöver Lech Kaczyński omkom bland andra polska riksbankschefen Sławomir Skrzypek samt vice talmannen Jerzy Szmajdziński.
Katyn har tidigare under Sovjettiden 1945-1990 medvetet sammanblandats med byn Chatyn som ligger i Belarus, där tyskarna våren 1943 brände ihjäl hela bybefolkningen (totalt 149 personer, varav 75 var barn under 16 år). På det sättet försökte sovjetpropagandan avleda och förvirra bort uppmärksamheten från Katyńmassakern.
Den 7 maj 2010 erkände Rysslands dåvarande president Dmitrij Medvedev för första gången Sovjetunionens skuld i en intervju för tidningen Izvestija. Samma år röstade Ryska federationens federala församling igenom en resolution där man förklarade att tidigare hemligstämplade dokument visade att massakern skett på order av Stalin, Lavrentij Berija och andra höguppsatta ämbetsmän hade gett order om massakern. Dokumenten som visade på Stalins skuld publicerades även på nätet. Bland dokumenten finns en motion från Berija om avrättningen av fångarna vilken Stalin godkänt.

## Originaldokument gällande Katynmassakern

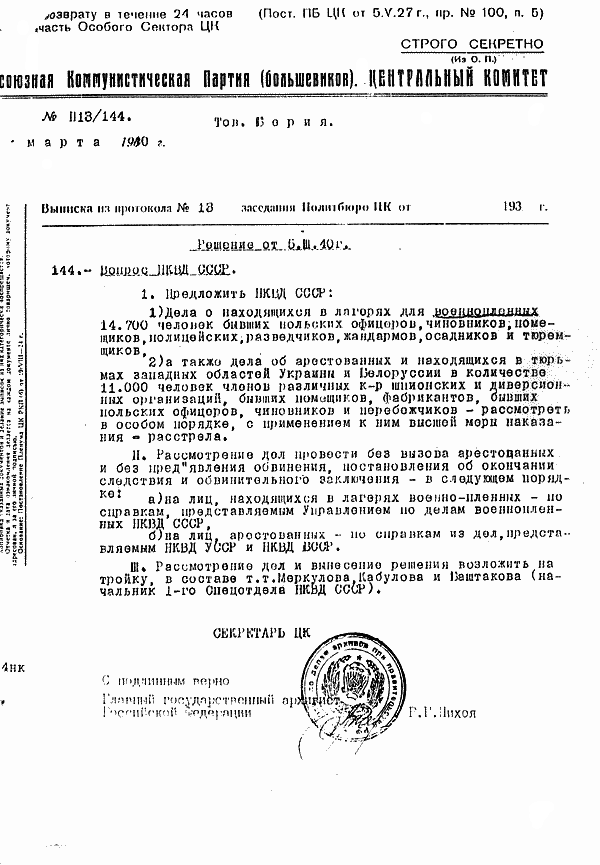
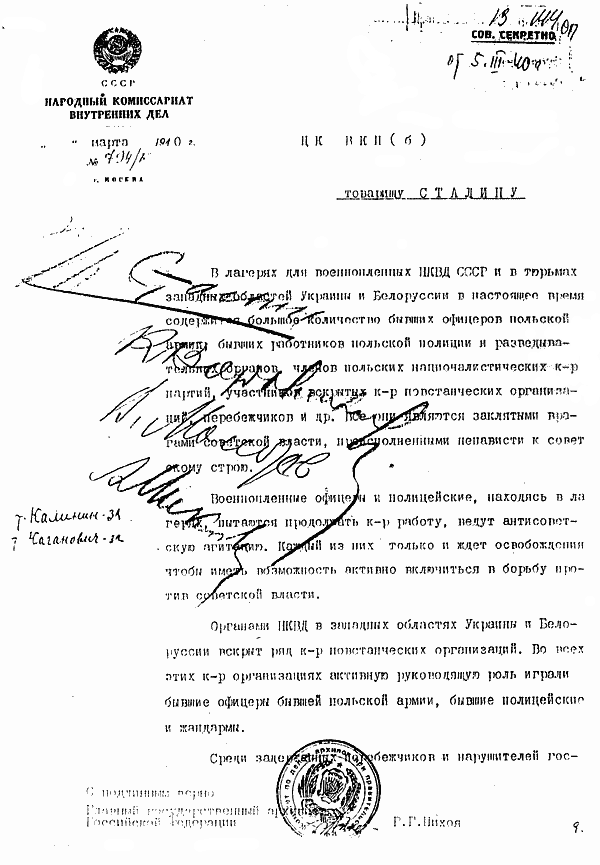
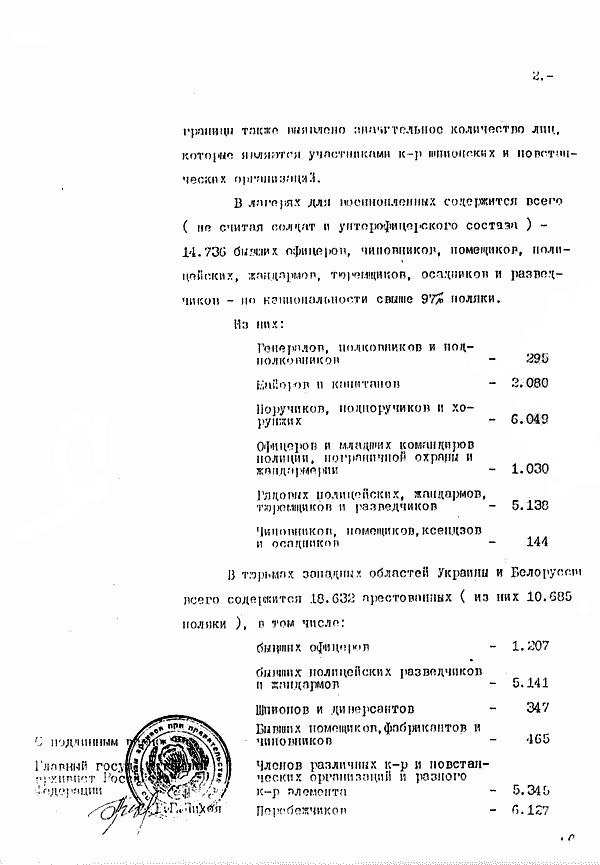
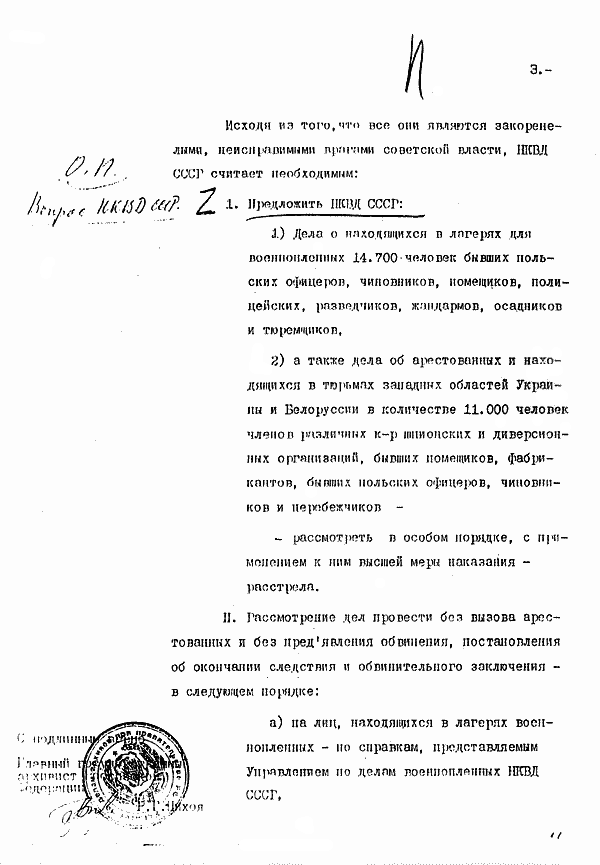
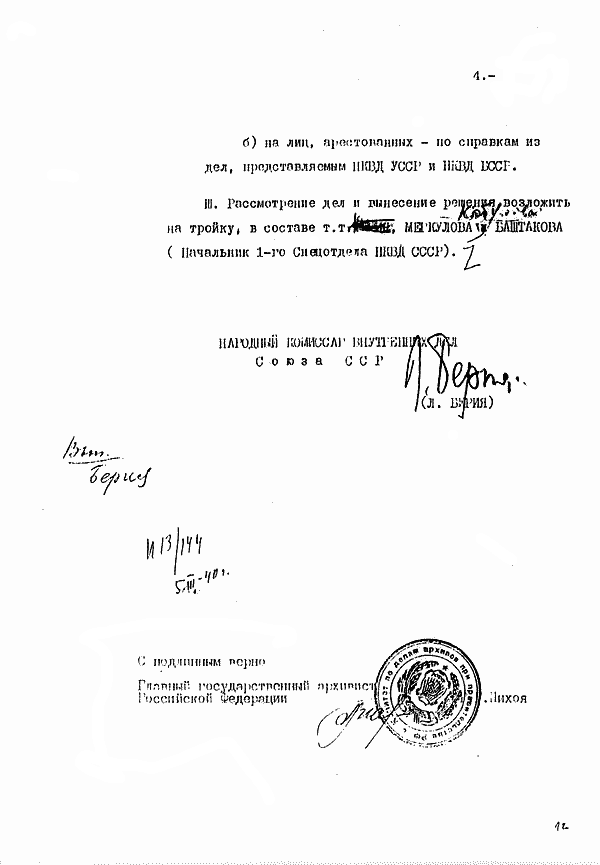